# Richard Herd
Pour les articles homonymes, voir Herd.
Richard Thomas Herd, né le 26 septembre 1932 à Boston et mort le 26 mai 2020 à Los Angeles, est un acteur américain, principalement connu pour ses rôles récurrents dans les séries de science-fiction, comme l'amiral Owen Paris dans Star Trek : Voyager, et pour avoir incarné le capitaine Dennis Sheridan dans la série policière Hooker. 

## Biographie
Richard Herd est issu d'une famille peu aisée (son père, Richard Herd Senior, était un conducteur de trains). Il fait ses débuts en tant qu'acteur en 1970 dans le film Hercule à New York, d'Arthur Allan Seidelman (film qui a révélé Arnold Schwarzenegger). Son rôle cinématographique majeur est celui du PDG corrompu Evan McCormack, en 1979, dans Le Syndrome chinois, de James Bridges, avec Jane Fonda, Michael Douglas et Jack Lemmon.
À partir des années 1980, il se concentre principalement sur les séries télévisées. En plus de la science-fiction et de Hooker, il incarne notamment Monsieur Wilhelm dans Seinfeld, John le commandant des visiteurs dans V, et apparaît en guest star dans 200 dollars plus les frais, Starsky et Hutch, JAG, Code Quantum, Agence tous risques, ou encore New York Police Blues.
Richard Herd est mort le 26 mai 2020 dans sa maison à Los Angeles, des suites d'un cancer.

## Filmographie

### Cinéma
- 1970 : Hercule à New York (Hercules in New York) d'Arthur Allan Seidelman : Un présentateur télé
- 1976 : Les Hommes du président (All The President's Men) d'Alan J. Pakula : James W. McCord Jr.
- 1977 : Jamais je ne t'ai promis un jardin de roses (I Never Promised You a Rose Garden) d'Anthony Page : Dr. Halle
- 1978 : F.I.S.T. de Norman Jewison : Mike Monahan
- 1979 : Le Syndrome chinois (The China Syndrome) de James Bridges : Evan McCormack
- 1979 : Tueurs de flics (The Onion Field) d'Harold Becker : Un flic battu
- 1980 : Wolf Lake de Burt Kennedy : George
- 1980 : Shizoid de David Paulsen : Donahue
- 1980 : La Bidasse (Private Benjamin) de Howard Zieff : General Foley
- 1981 : Lovely But Deadly de David Sheldon : Charley Gilmarten
- 1983 : Le Coup du siècle (Deal of the Country) de William Friedkin : Lyle
- 1984 : Trancers de Charles Band : Chairman Spencer
- 1985 : Les Chester en Floride (Summer Rental) de Carl Reiner : Angus MacLachlan
- 1987 : Un ticket pour deux (Planes, Trains and Automobiles) de John Hughes : Walt
- 1989 : Skate Rider (Gleaming the Cube) de Graeme Clifford : Ed Lawndale
- 1990 : Corporate Affairs de Terence H. Winkless : Cyrus Kinkaid
- 1990 : The Judas Project de James H. Barden : Arthur Cunningham
- 1996 : Sergent Bilko (Sgt. Bilko) de Jonathan Lynn : Général Tennyson
- 1998 : Minuit dans le jardin du bien et du mal (Midnight in the Garden of Goodand Evil) de Clint Eastwood : Henry Skerridge
- 1999 : The Survivor de Nick Davis : Bradford
- 1999 : A Fare to Remember de James Yukich : Mr. Jennings
- 2003 : Le Projet Judas (The Judas Project) de James H. Barden : Arthur Cunningham
- 2005 : Le Cabinet du docteur Caligari (The Cabinet of Dr. Caligari) de David Lee Fisher : Hans Raab
- 2005 : Freefighter (Confessions of a Pit Fighter) d'Art Camacho : Père Mark
- 2005 : Checkers de Bob Hummer : Phillip
- 2007 : InAlienable de Robert Dyke : Professeur Randolph Barnett
- 2007 : TV Virus d'Aaron Lindenthaler : Professeur Black
- 2007 : Dog Days of Summer de Mark Freiburger : Frank Cooper
- 2007 : Anna Nicole de Keoni Waxman : J. Howard Marshall
- 2015 : Thom & Gerry de Nathan Hapke (Court-métrage) : Gerry Klein
- 2015 : Zeide de Nate Hapke (Court-métrage) : Benjamin Weinstein
- 2016 : A Christmas in New York de Nathan Ives : Bob Burgess
- 2017 : Get Out de Jordan Peele : Roman Armitage
- 2018 : The Oath d'Ike Barinholtz : Un vieil homme
- 2018 : La Mule de Clint Eastwood : Tim Kennedy
- 2019 : The Silent Natural de David Risotto : Mr. Beagle

### Télévision
- 1973 : Pueblo (Téléfilm) : Lt. Cdmr. C. Clark
- 1975 : Deux cent dollars plus les frais (The Rockford Files) (Série TV) : Sheriff Cliff Gladish
- 1975 : Kojak (Série TV) : Bob
- 1976 : Hazard's People (Téléfilm) : Howard Frederickson
- 1976 : Captains and the Kings (Série TV) : Talmadge
- 1977 : Les rues de San Francisco (The Streets of San Francisco) (Série TV) : Greene
- 1977 : The Feather and Father Gang (Série TV) : Applegate
- 1977 : The Hunted Lady (Téléfilm) : Capt. Wilson
- 1978 : Dr. Scorpion (Téléfilm) : Bill Worthington
- 1978 : Kate Bliss and the Ticker Tape Kid (en) (Téléfilm) : Donovan
- 1978 : Terror Out of the Sky (Téléfilm) : Col. Mangus
- 1978 : Doctor Scorpion (Téléfilm) : The Dane
- 1979 : Huit, ça suffit (Eight Is Enough) (Série TV) : George McArthur
- 1979 : Starsky et Hutch (Série TV) : Agent FBI Smithers
- 1979 : Ike (Série TV) : Gen. Omar Bradley
- 1979 : The Lazarus Syndrome (Série TV) : Morton
- 1979 : Marciano (Série TV) : John Fust
- 1980 : M.A.SH. (Série TV) : Capt. Bill Snyder
- 1980 : Enola Gay: The Men, the Mission, the Atomic Bomb (Téléfilm) : General Groves
- 1980 : Fighting Back: The Story of Rocky Bleier (Téléfilm) : Chuck Noll
- 1980-1981 : Dallas (Série TV) : John Mackey
- 1981 : The Midsaventures of Sheriff Lobo (Série TV) : Dr. Smith
- 1981 : Elvis and The Beauty Queen (Téléfilm) : Thompson
- 1982 Hooker Capitaine Dennis Sheridan (saisons 1 à 4)
- 1983 : V (Série TV) : John
- 1984 : V, la Bataille finale (Série TV) : John
- 1985 : K2000 : Jastrow saison 03 épisode 21
- 1993 : SeaQuest, police des mers (Série TV) : Amiral Noyce
- 2012 : Odessa (Série TV) : Ben
- 2013 : Rizzoli & Isles: Autopsie d'un meurtre (Série TV) : Patrick Doyle Sr.
- 2015 : Star Trek: Renegades (Série TV) : Adm. Owen Paris
- 2018 : Shameless (Série TV) : Gerald
- 2018 : Hawaii 5-0 (Série TV) : Milton

## Doublage
- Blue Dragon (jeu vidéo, 2006) : Old Nene